# Evangelische Kirche (Feuerbach)

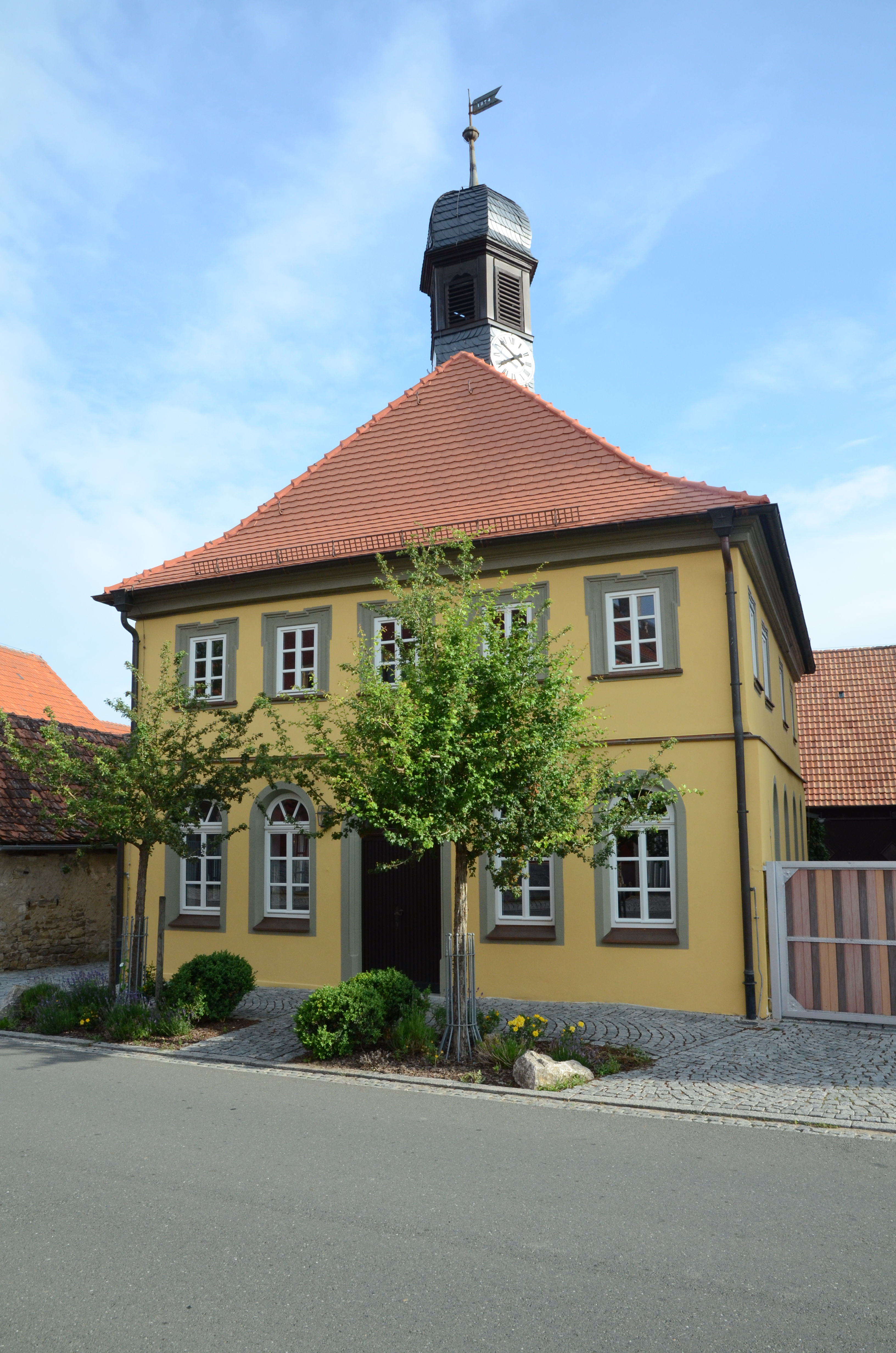
Die Kirche in Feuerbach

Die Evangelische Kirche im unterfränkischen Feuerbach ist die Pfarrkirche des Wiesentheider Ortsteils. Die Kirche steht an der Schwarzacher Straße inmitten des Dorfes. Früher war das Gotteshaus das Rathaus des Ortes. Heute gehört die Kirche zum Dekanat Castell.

## Geschichte
Die Gemeinde Feuerbach war bis zur Eingemeindung nach Wiesentheid im Jahr 1978 selbstständig und hatte eine eigene Verwaltung. Im Jahr 1751 wurde ein schlichtes Rathaus errichtet. Der Baumeister ist unbekannt.
Mit dem Übergang der Feuerbacher Bevölkerung zum protestantischen Bekenntnis kam es mit den Wiesentheidern im 18. Jahrhundert zu einigen Streitigkeiten. Die Wiesentheider wollten auf ihrer Wallfahrt nach Dettelbach durch die Feuerbacher Gemarkung ziehen und wurden von den Dorfbewohnern aufgehalten. Im Jahr 1872 richtete man für die Bevölkerung einen schlichten Betsaal im Untergeschoss des Rathauses ein. Das Bayerische Landesamt für Denkmalpflege ordnet die Kirche als Baudenkmal ein. Reste von Vorgängerbauten werden als Bodendenkmal geführt.

## Architektur und Ausstattung
Das Gotteshaus präsentiert sich als zweigeschossiger rechteckiger Bau an der Hauptstraße des Ortes. Das Walmdach schließt mit einem gekuppelten Dachreiter ab. Im Dachreiter befinden sich zwei Glocken, die ältere der beiden wurde aus Oberleimbach nach Feuerbach gebracht und kam bereits im 18. Jahrhundert in die Kirche. Der Altar des Kirchleins kam mit der Umwandlung des Untergeschosses nach Feuerbach.